# Natura 2000-område nr. 58 Nordby Bakker
Natura 2000-område nr. 58 Nordby Bakker  er et EU-habitatområde (H182), der har et areal på i alt 628 ha, hvoraf Naturstyrelsen ejer de 281 ha. Området omfatter nordenden af Samsø, og området fra Issehoved i nord og ned langs nordvestkysten til Asmindør Hage. Her findes et af landets største, sammenhængende græslandsarealer, Nordby Bakker, der er op til 64 meter over havet. Områdets kerne er en randmoræne, som er dannet under istidens afslutning ved et fremstød af storebæltsgletscheren.

## Beskrivelse
Nordby Bakker udgør et af Danmarks største, sammenhængende overdrevsarealer på ca. 500 ha og rummer blandt andet over 5 % af landets samlede areal af tørre kalksandsoverdrev og over 10 % af de kalkoverdrev, som findes inden for habitatområderne. Det åbne landskab langs den vestlige og nordvestlige del af randmorænen fremstår som en mosaik af ager, græssede overdrevsbakker med spredte tornekrat, kystskrænter og erosionskløfter, som kun for længe siden, eller nogle steder muligvis aldrig har været under plov. Dette sammen med at Samsø har et tørrere, og varmere klima end resten af Danmark (under 500 mm nedbør om året mod 660 mm som er gennemsnittet for Danmark som helhed) gør at floraen her er rig på ellers sjældne plantearter i Danmark, f.eks. Blodrød Storkenæb, Bakke-Nellike, Gul Evighedsblomst og Hjorterod. De tørre og varme overdrevsbakker er ligeledes levested for flere rødlistede insektarter, bl.a. gødningsbillen månetorbist og dagsommerfugle som f.eks. okkergul pletvinge og markperlemorsommerfugl.
I Natura 2000-området er der kortlagt 8 mindre søer af typen næringsrig sø (3150). Flere af søerne er anlagt eller oprenset inden for de seneste 20 år med henblik på forvaltning af bestanden af bilag IV arten grønbroget tudse som er forholdsvis almindelig i området.

## Naturbeskyttelseslovens § 3
Af det samlede areal på 628 ha er 414,8 ha (66 % af habitatområdet) omfattet af naturbeskyttelseslovens § 3:
- 0,2 ha strandeng
- 402,3 ha overdrev
- 2,8 ha fersk eng
- 8,5 ha mose
- 1,3 ha sø

Der er 43,6 ha skov, hvoraf kun 3 ha er fredskov. Der er tale om spredte småplantager og
beplantninger med nåletræ.

## Fredninger
En stor del af Natura 2000 området er fredet i alt 480 ha er fredet. En sammenhængende fredning strækker sig fra Issehoved og sydpå til det 64 meter høje Ballebjerg, som også omfatter den 80 ha store Kragemose der ligger ud til østkysten. Syd herfor ligger en række mindre fredninger. Den første fredning blev etableret i 1949, og blev efterfulgt af en række fredninger i 1960'erne og i 1980 .

## Videre forløb
Natura 2000-planen blev vedtaget i 2011, hvorefter kommunalbestyrelserne
og Naturstyrelsen udarbejdede bindende handleplaner for
gennemførelsen af planen.  Planen videreføres og videreudvikles i senere planperioder. Natura 2000-området ligger i Samsø Kommune, og naturplanen koordineres med vandplanen for 1.7 Hovedvandopland Århus Bugt

## Eksterne kilder og henvisninger
1. 1 2 3  Miljøstyrelsen Midtjylland (juni 2023). "Naturplan 2022-2027  Natura 2000-område nr.  58 Nordby Bakker" (PDF). mst.dk. Miljøstyrelsen. Arkiveret (PDF) fra originalen 31. maj 2024. Hentet 5. juni 2024.
2. 1 2 3  
Miljøstyrelsen Midtjylland (november 2021). "Revideret basisanalyse 2022-2027  Natura 2000-område nr.  58 Nordby Bakker" (PDF). mst.dk. Miljøstyrelsen. Arkiveret (PDF) fra originalen 31. maj 2024. Hentet 5. juni 2024.
3. ↑  Om fredningen på Fredninger.dk
4. ↑  "Natura 2000-planlægning 2022-2027". mst.dk. Miljøstyrelsen. 2023. Arkiveret fra originalen 29. marts 2024. Hentet 11. maj 2024.

- Kort over området på miljoegis.mim.dk